# Рада Європейського Союзу
Ра́да Європе́йського Сою́зу (англ. The Council of the European Union), як зазначено в Маастрихтському договорі, — третя з семи інституцій Європейського Союзу.  Рада складається з 27 національних міністрів певних галузей та одного відповідального за цю галузь єврокомісара, який не має права голосувати. Наприклад, якщо обговорюється сільськогосподарська політика, то на засіданні присутні 27 міністрів країн Європейського Союзу і єврокомісар, відповідальний за сільськогосподарську політику. Загалом існує 10 конфігурацій Ради.
Рада не проводить своїх засідань регулярно. Кількість засідань протягом року залежить від масштабів та інтенсивності законодавчого процесу в ЄС і політичних рушіїв того чи іншого особливого питання. Деякі конфігурації Ради збираються раз на місяць; інші — раз на півроку. Попри те, що склад Ради міністрів змінюється, це єдина інституція.
Посаду президента Ради Європейського Союзу держави-члени обіймають по черзі упродовж шести місяців. В цей період певний міністр країни, яка головує, організовує роботу і встановлює порядок денний. Раду міністрів закордонних справ очолює Верховний представник. Над підготуванням рішень Ради працюють близько 250 робочих груп і комітетів; вони виконують технічну роботу і передають документи в Комітет постійних представників, який здійснює політичну підготовку рішень. Організаційну роботу виконує генеральний секретаріат на чолі з генеральним секретарем Ради.
Рішення в Раді ухвалюються голосуванням міністрів країн-членів. Здебільшого рішення приймаються кваліфікованою більшістю, проте в деяких випадках необхідна одностайність. Залежно від питання, що розглядається, застосовується один з трьох видів голосування: проста більшість (для процедурних питань); кваліфікована більшість (коли кожна країна має визначену «вагу» голосу) — застосовується за розгляду питань внутрішнього ринку, економічних справ і торгівлі; одностайне рішення — застосовується, зокрема, за розгляду питань про вступ нових членів, оподаткування, проблем СЗБП і правосуддя та внутрішніх справ.
Рада і Парламент мають однакові законодавчі та бюджетні повноваження, тобто дві установи повинні схвалити закон. У деяких обмежених областях Рада може ініціювати новий закон сама.

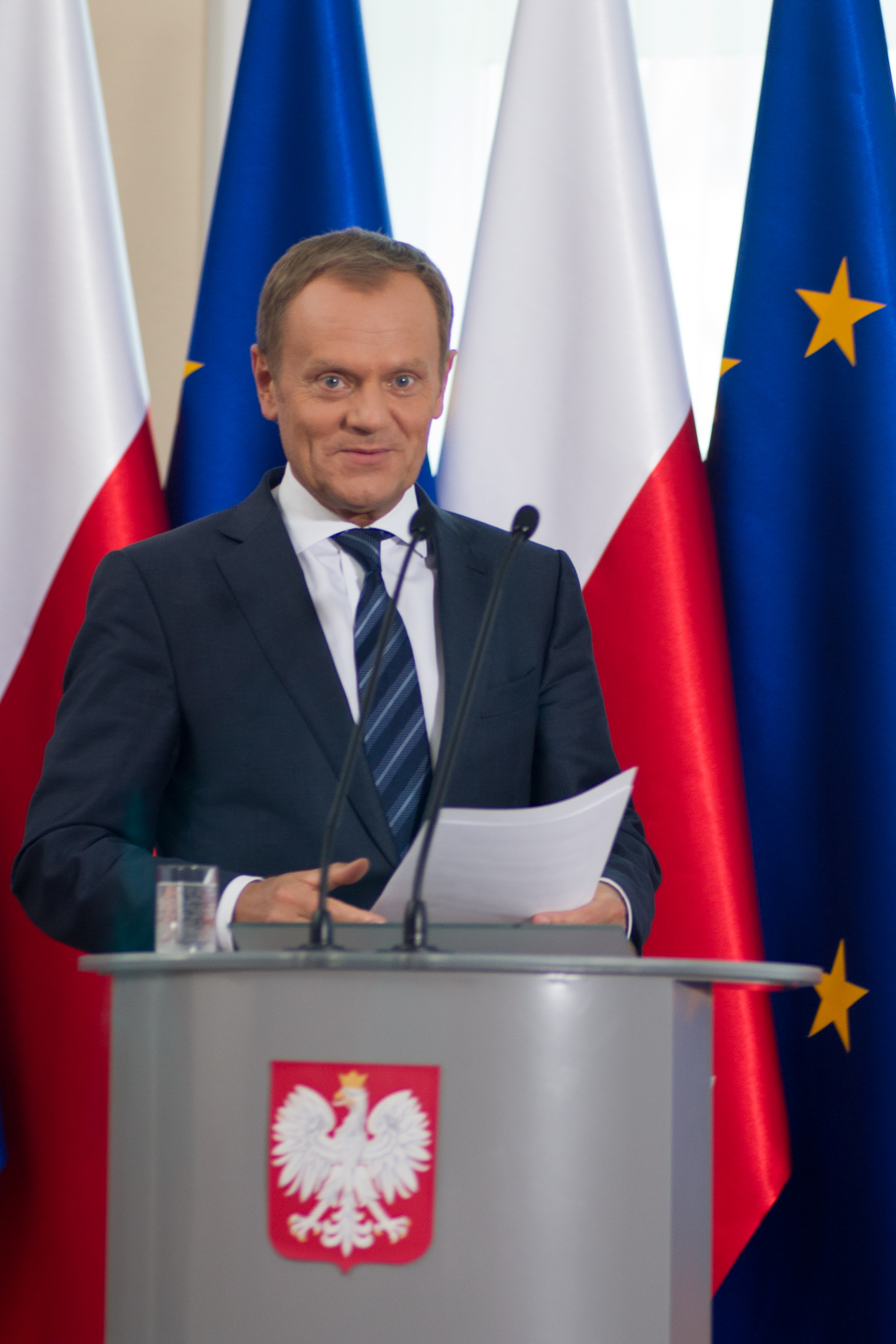
Голова Європейської ради (President of the European Council)

## Повноваження та функції
Основною метою Ради є діяльність як одної з двох палат законодавчого органу ЄС, іншої частиною є Європейський парламент. Однак рада має законодавчу ініціативу тільки в окремих випадках. Спільно з парламентом вона розділяє бюджетну владу Європейського Союзу, а також має більший контроль, ніж парламент, над міжурядовими областями ЄС, таких як зовнішня політика і макроекономічна координація. Нарешті, до набрання чинності Лісабонського договору, Рада формально була виконавчою гілкою влади ЄС.

### Законодавчий процес
Законодавча влада ЄС розділена між Радою і парламентом. Оскільки відносини та повноваження цих двох установ розвивалися, різні законодавчі процедури були створені для прийняття законів. Переважна більшість законів приймаються звичайною законодавчою процедурою, це означає, що для того, щоб закон був прийнятий, його повинні схвалити і парламент і Рада.
Згідно з цією процедурою, комісія подає пропозицію парламенту та Раді. Після першого читання парламент може запропонувати поправки. Якщо Рада прийме ці поправки, то закон буде схвалено. Якщо цього не відбудеться, то вона приймає «спільну позицію», і направляє нову версію до парламенту. Під час свого другого читання, парламент може або прийняти текст, або ж запропонувати додаткові поправки до пропозиції Ради. Якщо Рада як і раніше не схвалює позицію парламенту, то законопроєкт беруть до «погоджувального комітету», що складається з однакової кількості членів Ради і Європарламенту. Якщо комітету вдається прийняти спільний текст, то він бути схваленим у третьому читанні і парламентом і Радою, в іншому випадку законопроєкт буде відхилений.
В деяких випадках: в питаннях правосуддя і внутрішніх справ, бюджету і податків та деяких аспектах інших областей політики: наприклад, фінансового аспекту екологічної політики, Рада або парламент можуть приймати рішення самостійно.
Рада голосує трьома різними способами: одностайність, проста більшість або ж кваліфікована більшість. Здебільшого, Рада голосує кваліфікованою більшістю, що означає те, що повинна бути більшість голосів (255 з 345) і більшість держав-членів (дві третини). Одностайність використовується тоді, коли розглядаються питання зовнішньої політики, і в ряді випадків, пов'язаних зі співпрацею поліції і суду.

### Координування політики держав-членів
Рада відповідає за координацію політики держав-членів в конкретних областях, таких як:
- економічна та фіскальна політика: Рада координує економічну та фіскальну політики держав-членів з метою зміцнення економічного управління в ЄС, контролює їх бюджетну політику і зміцнює фінансову структуру ЄС, а також має справу з юридичними та практичними аспектами валюти «євро», фінансовими ринками і рухом капіталу.
- політика в сфері освіти, культури, молоді та спорту: Рада приймає політичні рамки ЄС і плани роботи в цих областях, в яких викладені пріоритети співпраці між державами-членами.
- політика в області зайнятості: Рада розробляє щорічні керівні принципи і рекомендації для держав-членів, на основі висновків Європейської ради щодо ситуації в області зайнятості в ЄС.

### Розробка загальної зовнішньої політики і політики безпеки ЄС
Рада визначає і здійснює зовнішню політику і політику безпеки ЄС на основі принципів, встановлених Європейською Радою. Це також охоплює розвиток ЄС і гуманітарну допомогу, оборону і торгівлю. Разом з Верховним представником ЄС із закордонних справ і політики безпеки, Рада забезпечує єдність, узгодженість і ефективність зовнішньої діяльності ЄС.

### Міжнародні угоди
Рада забезпечує ведення переговорів від імені ЄС угод між країнами ЄС і не є членами ЄС і міжнародними організаціями. Після закінчення переговорів, Рада приймає рішення про підписання та укладення угоди. Рада також приймає остаточне рішення про укладення угоди після того, як парламент дав свою згоду  і вона була ратифікована всіма країнами-членами ЄС.
Ці угоди можуть охоплювати широкі області, такі як торгівля, співробітництво і розвиток, або ж вони можуть мати справу з конкретними суб'єктами, такими як текстиль, рибальство, митниці, транспорту, науки і техніки і т. д.

### Бюджет ЄС
Рада приймає бюджет ЄС разом з парламентом. Бюджетний період охоплює календарний рік. Бюджет зазвичай приймається в грудні і діє з 1 січня наступного року.

## Організація

### Головування
Головування — це не одинична посада — керування здійснює уряд держави-члена (Люксембург у другій половині 2015 року). Кожні шість місяців головування переходить від однієї держави до іншої у порядку, встановленому членами Ради, що дозволяє кожній країні головувати. Починаючи з 2007 року, три члени співпрацюють під час їхнього вісімнадцятимісячного терміну, наприклад, президент за другу половину 2007 року, Португалія, була другою у тріо держав разом з Німеччиною і Словенією, з якими Португалія співпрацювала. Рада проводить свої засідання в різних конфігураціях (як зазначено нижче), тому тема співпраці змінюється в залежності від питання. Міністр, який очолює Раду, завжди буде від країни, що головує. Делегат з наступного головування також допомагає очільнику Ради і може взяти на себе роботу за запитом. Єдиний виняток — Рада міністрів закордонних справ, яка очолюється Верховним представником, а не міністром, з країни, що головує.
Роль керівника є адміністративною та політичною. З адміністративного боку вона несе відповідальність за процедури й організації роботи Ради протягом терміну її дії. Це охоплює організацію роботи Ради, а також керівництво роботою COREPER та інших комітетів і робочих груп. Політична складова включає успішне вирішення питань і посередництво в Раді. Зокрема, це охоплює визначення порядку денного Ради, отже головування має істотний вплив на роботу Ради протягом терміну його дії. Президія також відіграє важливу роль в представленні Ради в рамках Євросоюзу, а також представленні Євросоюзу на міжнародному рівні, наприклад, в Організації Об'єднаних Націй.

### Конфігурації
З юридичної точки зору Рада є єдиним цілим, але на практиці вона розділена на десять різних конфігурацій (складів). У статті 16 (6) Договору про Європейський Союз сказано:
Рада повинна збиратися різними складами, список яких повинен бути затверджений відповідно до статті 236 Договору про функціювання Європейського Союзу.

Рада з загальних питань узгоджує роботу всіх конфігурацій. Разом з президентами Європейської Ради і Єврокомісії вона повинна підбивати підсумки засідань Європейської Ради

Рада міністрів закордонних справ повинна розробити зовнішні дії Союзу на основі стратегічних орієнтирів, встановлених Європейською радою і забезпечити те, щоб дії Союзу були послідовним.
Кожен склад ради має свою власну галузь на кшталт сільського господарства і риболовлі. У цьому формуванні Рада складається з міністрів від кожної держави, які відповідають за цю область — міністерства сільського господарства і риболовлі. Головою цього складу стає міністр з країни, що головує (див. розділ вище). Аналогічно Рада міністрів економічних і фінансових справ складається з національних міністрів фінансів, а головою є міністр економіки країни, що головує на даний момент. В даний час існує десять конфігурацій:
- Рада з загальних питань координує роботу Ради, організовує засідання Європейської Ради і вирішує питання, що виникають у різних формацій Ради.
- Рада міністрів закордонних справ — єдина конфігурація, яка очолюється Верховним представником, а не міністром закордонних справ країни, що головує. Вона керує спільною зовнішньою та безпековою політикою, спільною політикою безпеки і оборони, торгівлею та розвитком співробітництва.
- Рада з економічних і фінансових питань складається з міністрів фінансів і міністрів економіки держав-членів. Працює над бюджетними питаннями і питаннями, пов'язаними з діяльністю єврозони.
- Рада юстиції та внутрішніх справ об'єднує міністрів юстиції і міністрів внутрішніх справ держав-членів. Обговорюється цивільний захист.
- Рада з питань зайнятості, соціальної політики, охорони здоров'я і захисту прав споживачів Складається з міністрів з питань зайнятості, соціального захисту, захисту прав споживачів, захисту здоров'я і рівних можливостей.
- Рада з питань конкурентоспроможності створена в червні 2002 року шляхом злиття трьох попередніх конфігурацій: внутрішнього ринку, промисловості та наукових досліджень. В залежності від питань, включених до порядку денного, ця формація складається з міністрів, відповідальних за такі області, як європейські справи, промисловість, туризм та наукові дослідження. З набуттям чинності Лісабонського договору, космічна політика була віддана Раді з питань конкурентоспроможності.[8]
- Рада з питань транспорту, телекомунікацій та енергетики створена в червні 2002 року шляхом злиття трьох політик в рамках однієї конфігурації, склад формації залежить від порядку денного. Це утворення зустрічається приблизно раз на два місяці.
- Рада з питань сільського господарства та риболовлі є однією з найстаріших формацій, що один раз на місяць об'єднує міністрів сільського господарства і рибальства та комісіонерів, відповідальних за сільське господарство, рибальство, безпеку харчових продуктів, ветеринарні питання та питання охорони здоров'я.
- Екологічна рада складається з міністрів навколишнього середовища, які зустрічаються приблизно чотири рази в рік.
- Рада з питань освіти, молоді, культури та спорту складається з міністрів освіти, культури, молоді, спорту та зв'язку, які зустрічаються приблизно три або чотири рази на рік.[9]

Охоплює аудіовізуальні питання Рада Європейського Союзу є єдиним правовим суб'єктом, але в якому зібралися 10 різних «конфігурацій», в залежності від предмету обговорення.
Між  устроями Ради немає ієрархії, хоча Рада з загальних питань має особливу роль координатора і несе відповідальність за інституційні, адміністративні і горизонтальні відношення. Рада з закордонних справ також має спеціальне завдання. Будь-який з 10 об'єктів може прийняти акт, який підпадає під завдання іншого об'єкта. Отже, з кожним правовим актом, який приймає Рада, конфігурація не згадується.
Збори Ради Збори Ради відвідують представники кожної держави члена на урядовому рівні. Отже, учасники можуть бути міністрами, або державними секретарями. Вони мають право брати на себе відповідальність і головувати від імені країни. Європейські представники, які несуть відповідальність за певні сфери також запрошуються на збори Ради. Збори очолює міністр держави-члена, що головує в Раді протягом шести місяців. Винятком є Рада з закордонних справ, що очолена Верховним Представником Європейського Союзу з питань закордонних справ і політики безпеки.
Рада приймає свої рішення, за відносною чи особливою більшістю голосів, або шляхом анонімного голосування, у залежності від рішення, що має бути прийнятим. Рада може голосувати тільки коли більшість членів присутні.
Відкриті засідання Рада збирається на відкриті засідання під час обговорення або голосувань за запропоновані правові акти. У цих випадках питання порядку денного містить «правове обговорення». Перше обговорення важливих не правових пропозицій також публічні. Також Рада регулярно проводить громадські обговорення на важливі питання, що впливають на інтереси ЄС і його громадян. Обговорення програми Ради загальних питань, яка триває 18 місяців, так як і пріоритетів інших конфігурацій Ради, і обговорення 5-тирічної програми уповноваженої особи є публічними. 

## Система голосування
Залежно від обговорюваного питання, Рада ЄС приймає свої рішення:
- простою більшістю голосів (15 держав-членів проголосує одностайно);
- кваліфікованою більшістю голосів (55 % держав-членів, які представляють не менше 65 % населення ЄС, голосують на користь);
- одностайне голосування (всі голоси на користь).

Рада може голосувати тільки в тому випадку, якщо присутні більшість її членів. Член Ради може виступати тільки від імені одного іншого члена.
Рада може проголосувати щодо законодавчого акту за 8 тижнів після того, як проєкт закону був направлений в національні парламенти для їх розгляду. Національні парламенти повинні вирішити, чи відповідає проєкт закону згідно з принципом субсидіарності. Дострокове голосування можливе тільки в особливих термінових випадках.
Голосування проводиться за ініціативою Голови Ради. Член Ради або Комісії можуть також ініціювати процедуру голосування, але більшість членів Ради повинні схвалити цю ініціативу.
Результати голосів Ради автоматично оприлюднюються у випадках коли Рада діє як законодавець.
Якщо член хоче додати пояснювальну записку до голосування, цей додаток також буде опублікований, якщо правовий акт за який голосували був прийнятий. В інших випадках, коли пояснення голосів не публікується автоматично, він може бути оприлюднений на прохання автора.
Якщо Рада не виступає в ролі законодавця, також можливе опублікування результатів голосування і з мотивів голосування за одноголосним рішенням Ради. Члени Ради можуть робити заяви і просити, щоб вони були включені в протокол Ради. Такі заяви не мають ніякої юридичної сили і розглядаються як політичний інструмент, призначений для сприяння процесу прийняття рішень.